# 谢尔河畔克雷藏赛
谢尔河畔克雷藏赛（法語：Crézançay-sur-Cher，法語發音：[kʁezɑ̃sɛ syʁ ʃɛʁ]）是法国谢尔省的一个市镇，位于该省中南部，属于圣阿芒蒙龙区。

## 地理
谢尔河畔克雷藏赛（46°48'46"N, 2°21'27"E）面积7.65 平方千米，位于法国中央-卢瓦尔河谷大区谢尔省，该省份为法国中部省份，北起卢瓦雷省，西接卢瓦-谢尔省和安德尔省，南至克勒兹省，东南接阿列省，东临涅夫勒省。
与谢尔河畔克雷藏赛接壤的市镇（或旧市镇、城区）包括：尚邦、圣卢德绍姆、圣桑福里安、瓦勒奈、沃内姆。

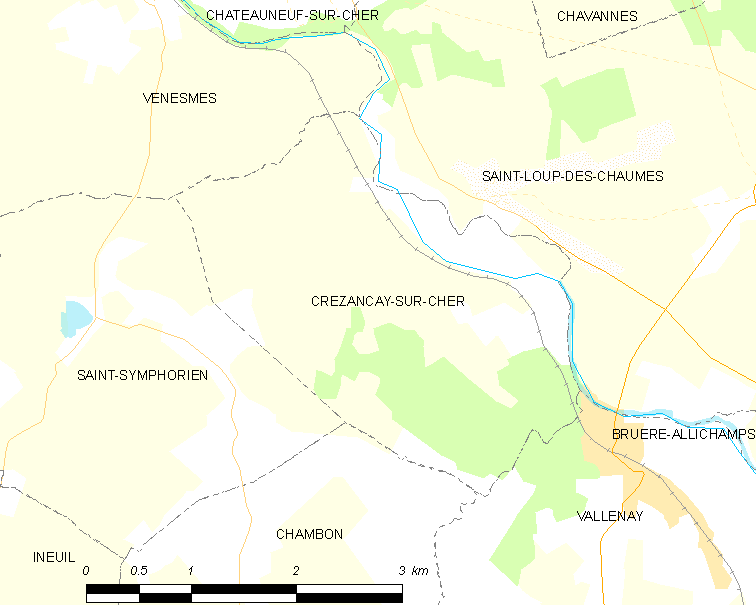
谢尔河畔克雷藏赛的OSM定位图

谢尔河畔克雷藏赛的时区为UTC+01:00、UTC+02:00（夏令时）。

## 行政
谢尔河畔克雷藏赛的邮政编码为18190，INSEE市镇编码为18078。

## 政治
谢尔河畔克雷藏赛所属的省级选区为特鲁伊县。

## 人口

1962-2008年间谢尔河畔克雷藏赛人口变化图示

谢尔河畔克雷藏赛于2022年1月1日时的人口数量为62人。